# Eligmodontia morgani
Eligmodontia morgani је врста глодара из породице хрчкова (лат. Cricetidae).

## Распрострањење
Врста има станиште у Аргентини и Чилеу.

## Угроженост
Ова врста је наведена као последња брига, јер има широко распрострањење и честа је врста.